# Liste der Monuments historiques in Rigny-le-Ferron
Die Liste der Monuments historiques in Rigny-le-Ferron führt die Monuments historiques in der französischen Gemeinde Rigny-le-Ferron auf.

## Liste der Immobilien
| Bezeichnung      | Beschreibung           | Standort                   | Kennzeichnung | Schutzstatus | Datum     | Bild           |
| ---------------- | ---------------------- | -------------------------- | ------------- | ------------ | --------- | -------------- |
| Kirche St-Martin | ab dem 13. Jahrhundert | Place Marcel Dupuis (Lage) | PA00078204    | Classé       | 1910 1982 | weitere Bilder |

## Liste der Objekte
| Bezeichnung                                                 | Beschreibung                                                                      | Standort                       | Kennzeichnung | Schutzstatus | Datum     | Bild |
| ----------------------------------------------------------- | --------------------------------------------------------------------------------- | ------------------------------ | ------------- | ------------ | --------- | ---- |
| Kirchenfenster                                              | aus dem 16. Jahrhundert                                                           | in der Kirche St-Martin (Lage) | PM10001753    | Classé       | 1910      |      |
| Abschrankung der Seitenkapellen                             | Holz, Mitte des 16. Jahrhunderts                                                  | in der Kirche St-Martin (Lage) | PM10001750    | Classé       | 1908      |      |
| Skulptur Heiliger Eutropius                                 | Kalkstein, farbig gefasst, 16. Jahrhundert                                        | in der Kirche St-Martin (Lage) | PM10003989    | Inscrit      | 1975      |      |
| Taufbecken                                                  | Kalkstein, 16. Jahrhundert                                                        | in der Kirche St-Martin (Lage) | PM10001754    | Classé       | 1909      |      |
| Gemälde Segnender Christus                                  | Ölfarbe auf Leinwand, vergoldeter Holzrahmen, 18. Jahrhundert                     | in der Kirche St-Martin (Lage) | PM10003987    | Inscrit      | 1975      |      |
| Grabstein für Guillaume Salmon                              | Kalkstein, bezeichnet 1553                                                        | in der Kirche St-Martin (Lage) | PM10003991    | Inscrit      | 1975      |      |
| Turmuhr                                                     | Schmiedeeisen, 1530 von Denis Buolory                                             | in der Kirche St-Martin (Lage) | PM10001752    | Classé       | 1909      |      |
| Grabstein für Hector des Ardents                            | Marmor, bezeichnet 1675                                                           | in der Kirche St-Martin (Lage) | PM10003986    | Inscrit      | 1975      |      |
| Skulptur Heiliger Damian                                    | Kalkstein, grau getüncht, 16. Jahrhundert                                         | in der Kirche St-Martin (Lage) | PM10001764    | Classé       | 1909      |      |
| Skulptur Heiliger Cosmas                                    | Kalkstein, grau getüncht, 16. Jahrhundert                                         | in der Kirche St-Martin (Lage) | PM10001763    | Classé       | 1909      |      |
| Orgel                                                       | Haupteintrag für PM10003982                                                       | in der Kirche St-Martin (Lage) | PM10003983    | Inscrit      | 1985 1988 |      |
| Instrumentalteil der Orgel                                  | 1849 von Jean-Joseph Stein gebaut                                                 | in der Kirche St-Martin (Lage) | PM10003982    | Inscrit      | 1985 1988 |      |
| Skulptur Johannes der Täufer                                | Kalkstein, farbig gefasst, erste Hälfte des 16. Jahrhunderts                      | in der Kirche St-Martin (Lage) | PM10001761    | Classé       | 1909      |      |
| Skulptur Heilige Syra                                       | Kalkstein, grau getüncht, zweite Hälfte des 16. Jahrhunderts                      | in der Kirche St-Martin (Lage) | PM10001760    | Classé       | 1909      |      |
| Skulptur Heiliger Christophorus                             | Kalkstein, grau getüncht, Anfang des 17. Jahrhunderts                             | in der Kirche St-Martin (Lage) | PM10001757    | Classé       | 1909      |      |
| Adlerpult                                                   | Holz, farbig gefasst und vergoldet, Anfang des 19. Jahrhunderts                   | in der Kirche St-Martin (Lage) | PM10003990    | Inscrit      | 1975      |      |
| Gemälde Heiliger Johannes Chrysostomus                      | Ölfarbe auf Leinwand, vergoldeter Holzrahmen, 1850 von Blanche Baron              | in der Kirche St-Martin (Lage) | PM10003984    | Inscrit      | 1984      |      |
| Heilig-Grab-Gruppe                                          | Kalkstein, farbig gefasst, erste Hälfte des 16. Jahrhunderts                      | in der Kirche St-Martin (Lage) | PM10001749    | Classé       | 1908      |      |
| Gemälde Kreuzabnahme                                        | Ölfarbe auf Holz, vergoldeter Holzrahmen, 17. Jahrhundert; nach Peter Paul Rubens | in der Kirche St-Martin (Lage) | PM10001770    | Classé       | 1913      |      |
| Skulptur Madonna mit Kind                                   | Kalkstein, Anfang des 16. Jahrhunderts                                            | in der Kirche St-Martin (Lage) | PM10001769    | Classé       | 1913      |      |
| Skulptur Heiliger Rochus                                    | Kalkstein, grau getüncht, 16. Jahrhundert                                         | in der Kirche St-Martin (Lage) | PM10001762    | Classé       | 1909      |      |
| Skulptur Heiliger Martin                                    | Kalkstein, grau getüncht, 16. Jahrhundert                                         | in der Kirche St-Martin (Lage) | PM10001758    | Classé       | 1909      |      |
| Skulptur Heiliger Fiacrius                                  | Kalkstein, grau getüncht, 16. Jahrhundert                                         | in der Kirche St-Martin (Lage) | PM10001767    | Classé       | 1909      |      |
| Grabstein für Guillaume Pierre                              | Kalkstein, bemalt, bezeichnet 1549                                                | in der Kirche St-Martin (Lage) | PM10003985    | Inscrit      | 1975      |      |
| Skulptur Heiliger Sebastian                                 | Kalkstein, grau getüncht, Anfang des 16. Jahrhunderts                             | in der Kirche St-Martin (Lage) | PM10001765    | Classé       | 1909      |      |
| Kanzel                                                      | Holz, 16. Jahrhundert, im 19. Jahrhundert ergänzt                                 | in der Kirche St-Martin (Lage) | PM10001755    | Classé       | 1909      |      |
| Skulptur Unterweisung Mariens                               | Kalkstein, grau getüncht, 16. Jahrhundert                                         | in der Kirche St-Martin (Lage) | PM10001766    | Classé       | 1909      |      |
| Skulptur Christus in der Rast                               | Kalkstein, grau getüncht, 16. Jahrhundert                                         | in der Kirche St-Martin (Lage) | PM10001756    | Classé       | 1909      |      |
| Skulptur Madonna mit Kind und Vogel                         | Kalkstein, farbig gefasst, 16. Jahrhundert                                        | in der Kirche St-Martin (Lage) | PM10001748    | Classé       | 1908      |      |
| Grabstein für Galléas de Chaumont und Gauchère de Bruillard | Kalkstein, bemalt, bezeichnet 1543                                                | in der Kirche St-Martin (Lage) | PM10001751    | Classé       | 1908      |      |
| Gemälde Christus                                            | Ölfarbe auf Leinwand, vergoldeter Holzrahmen, 17. Jahrhundert                     | in der Kirche St-Martin (Lage) | PM10003988    | Inscrit      | 1975      |      |
| Sessel und vier Hocker                                      | Holz, bemalt und vergoldet, 18. Jahrhundert                                       | in der Kirche St-Martin (Lage) | PM10001771    | Classé       | 1975      |      |
| Reiterskulptur Heiliger Martin                              | Kalkstein, grau getüncht, Anfang des 16. Jahrhunderts                             | in der Kirche St-Martin (Lage) | PM10001759    | Classé       | 1909      |      |
| Kruzifix                                                    | Holz, farbig gefasst, bezeichnet 1671                                             | in der Kirche St-Martin (Lage) | PM10001768    | Classé       | 1909      |      |